# Geronzio di Milano
Geronzio (... – Milano, 465) fu arcivescovo di Milano dal 462 fino alla sua morte.
È venerato come santo dalla chiesa cattolica che lo ricorda il 5 maggio.

## Biografia
Non si hanno notizie storiche coeve sul vescovo milanese Geronzio, il cui episcopato, secondo un antico Catalogus archiepiscoporum Mediolanensium,  si colloca tra quelli di Eusebio, storicamente attestato nell'estate del 451, e di Benigno. Il medesimo catalogus gli assegna 6 anni di governo e lo dice sepolto il 7 maggio nella basilica di San Simpliciano. Tradizionalmente però il suo episcopato è assegnato agli anni 462-465.
A Geronzio è dedicato uno dei Carmina di Magno Felice Ennodio, scritti prima del 521, nel quale il vescovo milanese è lodato per la semplicità della vita e la sua carità. Dal testo di Ennodio sembra che la scelta di Geronzio quale vescovo di Milano sia stata concordata con il predecessore Eusebio.
«Geronzio si impegnò con ogni energia nel ricostruire le chiese di Milano, distrutte dagli Unni di Attila. Con lo stesso zelo sostenne i profughi, gli sfollati, i feriti, riscattò i prigionieri, sollecitò aiuti contro gli invasori.» Secondo una tradizione, che non ha fondamenti storici, il nome di Geronzio è associato all'aristocratica famiglia milanese dei Bascapè.
Venerato anche dalla Chiesa Greco Ortodossa e festeggiato nella stessa data (5 maggio).